# کورنلیا ۴۲۵
سیارک ۴۲۵ (به انگلیسی: 425 Cornelia، نامگذاری:1896DC) چهارصد و بیست و پنجمین سیارک کشف شده‌است که در ۲۸ دسامبر ۱۸۹۶ و در نیس کشف شد.
قدر مطلق سیارک برابر ۹٫۹۰ است.